# Kapatnik
Kapatnik (bulgariska: Капатник) är ett berg i Bulgarien.   Det ligger i regionen Blagoevgrad, i den sydvästra delen av landet, 80 km söder om huvudstaden Sofia. Toppen på Kapatnik är 2 165 meter över havet, eller 64 meter över den omgivande terrängen. Bredden vid basen är 0,84 km.
Terrängen runt Kapatnik är kuperad söderut, men norrut är den bergig. Närmaste större samhälle är Razlog, 11,2 km sydost om Kapatnik.
I omgivningarna runt Kapatnik växer i huvudsak blandskog. Runt Kapatnik är det ganska tätbefolkat, med 56 invånare per kvadratkilometer.